# میچل داکر
میچل داکر (انگلیسی: Mitchell Docker؛ زادهٔ ۲ اکتبر ۱۹۸۶) دوچرخه‌سوار اهل استرالیا است.
از باشگاه‌هایی که در آن بازی کرده‌است می‌توان به تیم اوریکا–اسکات، تیم دوچرخه‌سواری دراپاک، تیم سانوب، و کنندیل–دراپاک اشاره کرد.